# ケイエスミラクル
ケイエスミラクル（K.S.Miracle、1988年3月16日 - 1991年12月15日）は、日本の競走馬。
1990年代に日本で活躍したミスタープロスペクター系競走馬の一頭で、スプリンターとして名を馳せた。通算成績は10戦5勝で、そのうちの3勝でレコード勝ちを記録した。主な勝ち鞍は、1991年のスワンステークス。デビューから3戦目までは佐伯清久、札幌の条件戦からマイルチャンピオンシップまでは南井克巳、スプリンターズステークスのみ岡部幸雄が騎乗している。

## 経歴

### 生い立ち
父スタッツブラックホークはアメリカで一般競走を3勝した馬であり、種牡馬としてもアメリカで重賞馬を一頭、リステッド競走勝ち馬を数頭送り出した程度と、目立った活躍はしていなかった。一方で、母の父には種牡馬として優れた功績を収めたネヴァーベンドがいる。
3歳の秋に来日。生まれつき日本脳炎を患っており、千葉の牧場に入厩後には獣医師が関係者に「覚悟してください」と伝えるほどの高熱によって命が危ぶまれたが、奇跡的に回復。その後、デビュー前に深刻な脚部不安を発症するが、これも克服した。二度の困難から立ち直ったことにより、冠名に「ミラクル（奇跡）」をつけ足した「ケイエスミラクル」という競走馬名が与えられた。

### デビュー - マイルCS
4歳春の新潟芝1600m・未出走戦でデビュー。このレースでは2着に終わったが、2週間後の未出走戦で8馬身差の圧勝で初勝利を挙げた。その後、連闘で臨んだわらび賞（500万下）は2着に終わったが、続く500万下条件戦の石狩特別では南井克巳を鞍上に迎えてレコード勝ちを収めた。次走の900万下条件戦の藻岩山特別では単勝1.1倍の1番人気となり、9馬身差の大差で圧勝。これを3勝目とした。なお前走の石狩特別でレコード勝ちを収めたことで、このレースでは条件戦では前例がない単枠指定馬として選定されている。
秋になると、セントウルステークスで初の重賞挑戦を果たしたが、13着と惨敗。なお、ケイエスミラクルが生涯で掲示板を外したのは、故障で競走中止したスプリンターズステークスを除くと、このレースのみであった。続くオープン特別のオパールステークスではレコード勝ちを挙げた。
マイルチャンピオンシップでGI初挑戦を目指す陣営は、その前哨戦となるスワンステークスを選択。スワンステークスではダイイチルビー、ダイタクヘリオス、バンブーメモリーといった実力馬が揃う中で5番人気に支持された。レースでは1番人気のダイイチルビーをクビ差で抑え切り、初の重賞制覇を果たした。結果としてこれがケイエスミラクルにとって生涯唯一の重賞勝ちとなった。なお、このレースでケイエスミラクルは1分20秒6の日本レコード（当時）を樹立している。
前哨戦をレコード勝ちした陣営は、そのままマイルチャンピオンシップへの出走を決めた。スワンステークスで対戦した実力馬に加えてバンブーメモリー、オサイチジョージを始めとするGIホースが集結したが、ケイエスミラクルは前走でのレコード勝ちが評価され単勝4.3倍の2番人気での出走となった。レースではスタートから会心の逃げを打ったダイタクヘリオスを捕まえ切れず、2着のダイイチルビーから2馬身半差の3着に敗れた。

### 最期
生まれつき体質が弱いケイエスミラクルは夏から使い詰めだったため、本来はマイルチャンピオンシップ出走後に休養する予定だったが、マイル以上にベストな距離とされた1200mで開催されるスプリンターズステークスへ向かうこととなった。ただ、主戦騎手だった南井がスプリンターズステークスと同日に行われる阪神牝馬特別に出走するフェイムオブラスへ騎乗するため、岡部幸雄へと乗り変わる事になった。スプリンターズステークスでは単勝2.2倍の1番人気に支持され、ダイイチルビーが単勝3.0倍の2番人気でこれに続いた。レースは前半3ハロンを32秒2というハイペースで進み、ケイエスミラクルは道中中段に位置した。第4コーナーを曲がり、最後の直線で先頭集団に取り付こうとした時に、ケイエスミラクルは突如失速し、競走を中止した。診断の結果、左第一趾骨粉砕骨折が判明。予後不良と診断され、安楽死の措置がとられた。デビューしてわずか8ヶ月での出来事だった。
調教師の高橋は、このスプリンターズステークスを勝利したならば、来年はブリーダーズカップへの挑戦をオーナーと話していたという。

## 競走成績
以下の内容は、netkeiba.comおよびJBISサーチの情報に基づく。
| 競走日     | 競馬場 | 競走名              | 格   | 距離（馬場）  | 頭 数 | 枠 番 | 馬 番 | オッズ （人気） | 着順     | タイム （上り3F） | 着差 | 騎手     | 斤量 | 1着馬（2着馬）       |
| ---------- | ------ | ------------------- | ---- | ------------- | ----- | ----- | ----- | --------------- | -------- | ----------------- | ---- | -------- | ---- | -------------------- |
| 1991.04.20 | 新潟   | 4歳未出走           |      | 芝1600m（稍） | 13    | 4     | 5     | 002.50（1人）   | 02着     | 01:37.2（36.0）   | -0.1 | 佐伯清久 | 52kg | パリスハーリー       |
| 0000.05.04 | 新潟   | 4歳未出走           |      | 芝1400m（稍） | 13    | 6     | 9     | 002.00（2人）   | 01着     | 01:23.5（35.8）   | -1.3 | 佐伯清久 | 52kg | （シンコウヤマト）   |
| 0000.05.11 | 新潟   | わらび賞            | 500  | 芝1600m（良） | 13    | 8     | 12    | 001.60（1人）   | 02着     | 01:36.8（36.4）   | -0.1 | 佐伯清久 | 55kg | ボードセイリング     |
| 0000.06.08 | 札幌   | 石狩特別            | 500  | 芝1200m（良） | 12    | 2     | 2     | 003.20（1人）   | 01着     | R1:08.5（34.8）   | -0.7 | 南井克巳 | 55kg | （サムソンクイーン） |
| 0000.06.22 | 札幌   | 藻岩山特別          | 900  | 芝1200m（良） | 11    | 5     | 5     | 001.10（1人）   | 01着     | 01:09.3（35.0）   | -1.5 | 南井克巳 | 54kg | （クインサンシー）   |
| 0000.09.08 | 中京   | セントウルS         | GIII | 芝1200m（良） | 14    | 7     | 11    | 003.70（3人）   | 013着    | 01:09.4（35.9）   | -1.5 | 南井克巳 | 53kg | ニフティニース       |
| 0000.10.05 | 京都   | オパールS           | OP   | 芝1200m（良） | 12    | 7     | 9     | 003.30（1人）   | 01着     | R1:08.4（33.5）   | -0.1 | 南井克巳 | 53kg | （サムソンクイーン） |
| 0000.10.26 | 京都   | スワンS             | GII  | 芝1400m（良） | 16    | 4     | 7     | 012.50（5人）   | 01着     | R1:20.6（34.5）   | -0.0 | 南井克巳 | 55kg | （ダイイチルビー）   |
| 0000.11.17 | 京都   | マイルチャンピオンS | GI   | 芝1600m（良） | 15    | 6     | 11    | 004.30（2人）   | 03着     | 01:35.3（35.1）   | -0.5 | 南井克巳 | 55kg | ダイタクヘリオス     |
| 0000.12.15 | 中山   | スプリンターズS     | GI   | 芝1200m（良） | 16    | 7     | 13    | 002.20（1人）   | 競走中止 |                   |      | 岡部幸雄 | 55kg | ダイイチルビー       |

- タイム欄のRはレコード勝ちを示す

## 血統表
| ケイエスミラクル (K.S.Miracle)の血統（ミスタープロスペクター系 / Nasrullah5×3=15.62%） | ケイエスミラクル (K.S.Miracle)の血統（ミスタープロスペクター系 / Nasrullah5×3=15.62%） | ケイエスミラクル (K.S.Miracle)の血統（ミスタープロスペクター系 / Nasrullah5×3=15.62%） | （血統表の出典）         | （血統表の出典） |
| 父 Stutz Blackhawk 1977 鹿毛                                                           | 父の父Mr. Prospector 1970 鹿毛                                                         | Raise a Native                                                                         | Native Dancer            | Native Dancer    |
| 父 Stutz Blackhawk 1977 鹿毛                                                           | 父の父Mr. Prospector 1970 鹿毛                                                         | Raise a Native                                                                         | Raise You                |                  |
| 父 Stutz Blackhawk 1977 鹿毛                                                           | 父の父Mr. Prospector 1970 鹿毛                                                         | Gold Digger                                                                            | Nashua                   | Nashua           |
| 父 Stutz Blackhawk 1977 鹿毛                                                           | 父の父Mr. Prospector 1970 鹿毛                                                         | Gold Digger                                                                            | Sequence                 |                  |
| 父 Stutz Blackhawk 1977 鹿毛                                                           | 父の母Sunny Morning 1965 鹿毛                                                          | Amber Morn                                                                             | Ambiorix                 | Ambiorix         |
| 父 Stutz Blackhawk 1977 鹿毛                                                           | 父の母Sunny Morning 1965 鹿毛                                                          | Amber Morn                                                                             | Break o'Morn             |                  |
| 父 Stutz Blackhawk 1977 鹿毛                                                           | 父の母Sunny Morning 1965 鹿毛                                                          | Lighter                                                                                | Coastal Traffic          | Coastal Traffic  |
| 父 Stutz Blackhawk 1977 鹿毛                                                           | 父の母Sunny Morning 1965 鹿毛                                                          | Lighter                                                                                | Blue Denim               |                  |
| 母 *レディベンドフェイジャー Lady Bend Fager 1977 鹿毛                                 | 母の父Never Bend 1960 鹿毛                                                             | Nasrullah                                                                              | Nearco                   | Nearco           |
| 母 *レディベンドフェイジャー Lady Bend Fager 1977 鹿毛                                 | 母の父Never Bend 1960 鹿毛                                                             | Nasrullah                                                                              | Mumtaz Begum             |                  |
| 母 *レディベンドフェイジャー Lady Bend Fager 1977 鹿毛                                 | 母の父Never Bend 1960 鹿毛                                                             | Lalun                                                                                  | Djeddah                  | Djeddah          |
| 母 *レディベンドフェイジャー Lady Bend Fager 1977 鹿毛                                 | 母の父Never Bend 1960 鹿毛                                                             | Lalun                                                                                  | Be Faithful              |                  |
| 母 *レディベンドフェイジャー Lady Bend Fager 1977 鹿毛                                 | 母の母Princess Fager 1972 栗毛                                                         | Dr. Fager                                                                              | Rough'n Tumble           | Rough'n Tumble   |
| 母 *レディベンドフェイジャー Lady Bend Fager 1977 鹿毛                                 | 母の母Princess Fager 1972 栗毛                                                         | Dr. Fager                                                                              | Aspidistra               |                  |
| 母 *レディベンドフェイジャー Lady Bend Fager 1977 鹿毛                                 | 母の母Princess Fager 1972 栗毛                                                         | Princess Roycraft                                                                      | Royal Note               | Royal Note       |
| 母 *レディベンドフェイジャー Lady Bend Fager 1977 鹿毛                                 | 母の母Princess Fager 1972 栗毛                                                         | Princess Roycraft                                                                      | Crafty Princess F-No.1-l |                  |

父はアメリカで40戦3勝、G3で2着になったことがある程度の馬であった。全兄に、アメリカで12勝を挙げたスリングショット。また、いとこに1975年の神戸新聞杯を制したトウフクホープがいる。母系近親には種牡馬のクラフティプロスペクターや、ゲームオンデュードがいる。